# Edward Mielcarzewicz
Edward Włodzimierz Mielcarzewicz (ur. 22 października 1924 w Starym Sączu, zm. 8 października 2013 we Wrocławiu) – polski specjalista w zakresie inżynierii usuwania ścieków, prof. zw. dr hab. inż., wykładowca Politechniki Wrocławskiej, publicysta. 
W czasie II wojny światowej żołnierz Armii Krajowej. Po wojnie brał udział w odbudowie Politechniki Wrocławskiej (absolwent z 1950), gdzie później pełnił funkcję profesora i dziekana Wydziału Inżynierii Środowiska, a także dyrektora Instytutu Inżynierii Ochrony Środowiska i kierownika Zakładu Zaopatrzenia w Wodę i Usuwania Ścieków.
Był członkiem między innymi Wrocławskiego Towarzystwa Naukowego, Polskiego Zrzeszenia Inżynierów i Techników Sanitarnych, Polskiego Towarzystwa Mechaniki Teoretycznej i Stosowanej, Komitetu Inżynierii Lądowej i Wodnej PAN i przewodniczący Sekcji Inżynierii Sanitarnej – Komitetu Inżynierii Lądowej i Wodnej PAN.
Pochowany na Cmentarzu św. Wawrzyńca we Wrocławiu.

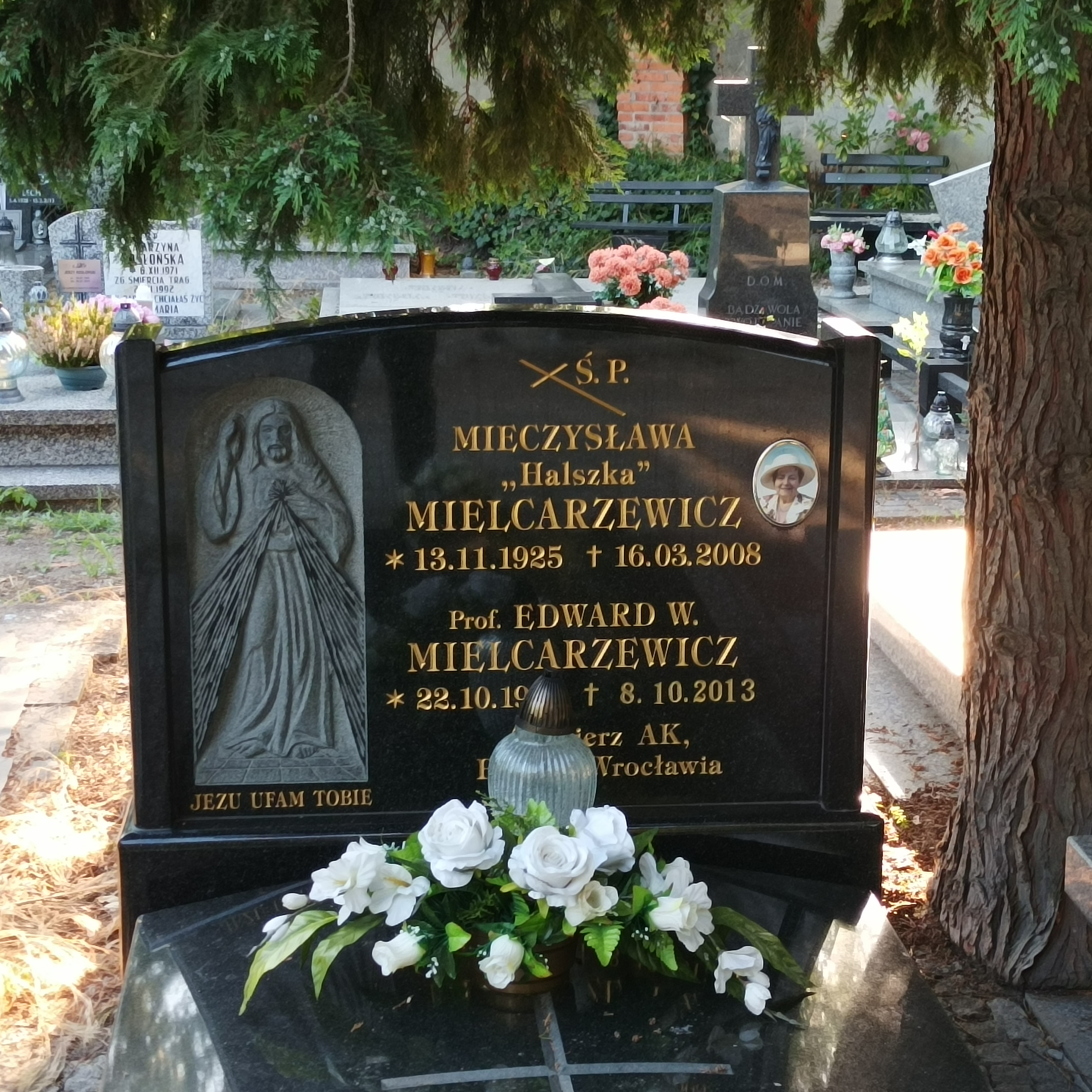
Grób prof. Edwarda Mielcarzewicza na cmentarzu św. Wawrzyńca we Wrocławiu

## Wybrane odznaczenia
- Krzyż Kawalerski Orderu Odrodzenia Polski (1973)
- Brązowy Krzyż Zasługi z Mieczami (1945)
- Krzyż Armii Krajowej (1994)
- Medal Komisji Edukacji Narodowej (1990)